# Bembidion canonicum
Bembidion canonicum är en skalbaggsart som beskrevs av Thomas Casey. Bembidion canonicum ingår i släktet Bembidion och familjen jordlöpare. Inga underarter finns listade i Catalogue of Life.